# アメリカFC (サンパウロ州)
アメリカFC (ポルトガル語: América Futebol Clube) は、ブラジル・サンパウロ州サン・ジョゼー・ド・リオ・プレトを本拠地とするサッカークラブである。他の同名クラブと区別するために、アメリカ-SP (América-SP) と表記されることがある。
ジーコの兄エドゥーもテクニカルコーチを務めたこともある。

## タイトル

### 国内タイトル
- カンピオナート・パウリスタ・セリエA2 : 3回
  - 1957, 1963, 1999

### 国際タイトル
なし

## 歴代監督
- アントニーニョ 1982
- ネルシーニョ・バチスタ 1989
- マルセロ 1993-1994

- ジュリオ・レアル 1996, 1998
- セホーン 2011

## 歴代所属選手

### GK
- ジュリオ・セルジオ 2006

### DF
- ジニーニョ1997
- ミネイロ 2000
- クラウジオ 2002
- エバウド 2005

- ダニエル・サナブリア 2007
- マテウス・フェハス 2007
- マルケン 2008
- ジュニオール・カイサラ 2010

### MF
- 佐野直史 1994-1995
- フラビオ・カンポス 1997
- ロブソン・ポンテ 1997
- マルコス・セナ 1998
- フマガリ 1999
- アウミール 2002
- マルクス 2002

- エメルソン 2005
- シュンビーニョ 2006
- ドリーヴァ 2007
- アンドレジーニョ 2008
- ジョン・パウロ 2008
- ルーカス・リマ 2009

### FW
- アントニーニョ 1969
- ワシントン 2003
- サーレス 2005
- ジウシーニョ 2005
- トジン 2005

- フィナージ 2005
- グスタヴォ 2005-2006
- ネネ 2006
- バロン 2007
- リチェーリ 2010